# Les Passeurs

Les Passeurs est un téléfilm français réalisé par Didier Grousset et diffusé le 4 octobre 2004.

## Synopsis
Pendant la Seconde Guerre Mondiale.
Sur les pentes du Jura, dans cette petite Sibérie, Bernard Anthonioz fait passer des réfugiés en Suisse. Son ennemi juré, Maurice Nicod, est lui aussi passeur. Mais aux hommes, il préfère la contrebande d'objets précieux. Depuis peu, la milice contrôle son village. Anthonioz et sa fille attendent le moment opportun pour une nouvelle mission. La famille de Nicod (Donnadieu) est plutôt spécialisée dans le passage des objets vers la Suisse, alors que celle d'Anthonioz (Guy Marchand) passe des fuyards qui se réfugient en Suisse (juifs, personnes recherchées par la gestapo et résistants). Les deux patriarches devront faire face à l'amour imprévu de la fille Anthonioz avec le fils Nicod.

## Fiche technique
- Réalisateur : Didier Grousset
- Scénariste : Gilles Perrault
- Musique du film : Reinhardt Wagner
- Directeur de la photographie : Bernard Cassan
- Montage : Amina Mazani
- Distribution des rôles : Laurence Lustyk
- Création des décors : Marc Thiébault
- Création des costumes : Ghizlane Jamal
- Durée : 100 minutes
- Genre : Film dramatique
- Date de diffusion : 4 octobre 2004

## Distribution
- Guy Marchand : Bernard Anthonioz
- Bernard-Pierre Donnadieu : Maurice Nicod
- Toinette Laquière : Séverine, la fille de Bernard
- Cédric Chevalme : François, le fils de Maurice
- Christine Dejoux : Louisette
- Gwénola de Luze : Suzanne
- Michel Voïta : Roulet Delmas
- Loïc Corbery : Guy
- Jérôme Frey : Ivan Brontov, le trafiquant de tableaux russe
- Thierry Gibault : Abraham Liederman
- Patrick Massieu : le chef Milicien
- Nicolas Wanczycki : le lieutenant allemand